# Dick Pope
Pour les articles homonymes, voir Pope (homonymie).
Richard « Dick » Pope, né en 3 août 1947 à Bromley et mort le 21 octobre 2024,,, est un directeur de la photographie britannique.
Il travaille notamment avec le réalisateur Mike Leigh.
Il est nommé à un Oscar de la meilleure photographie pour le film L'Illusionniste (2006) et reçoit le prix Vulcain de l'artiste technicien pour le film Mr. Turner (2014) au Festival de Cannes 2014.
Il est membre de la British Society of Cinematographers (BSC).

## Filmographie

### Cinéma

#### Longs métrages
- 1986 : Coming Up Roses de Stephen Bayly
- 1988 : The Fruit Machine de Philip Saville
- 1990 : L'enfant miroir (The Reflecting Skin) de Philip Ridley
- 1990 : Dark City de Chris Curling
- 1990 : Life Is Sweet de Mike Leigh
- 1993 : Naked de Mike Leigh
- 1994 : Un joueur à la hauteur (The Air Up There) de Paul Michael Glaser
- 1995 : An Awfully Big Adventure de Mike Newell
- 1995 : Nothing Personal de Thaddeus O'Sullivan
- 1996 : Secrets et Mensonges (Secrets & Lies) de Mike Leigh
- 1997 : Deux filles d'aujourd'hui (Career Girls) de Mike Leigh
- 1997 : Au cœur de la tourmente (Swept from the Sea) de Beeban Kidron
- 1999 : The Debt Collector de Anthony Neilson
- 1999 : Topsy-Turvy de Mike Leigh
- 2000 : Way of the Gun (The Way of the Gun) de Christopher McQuarrie
- 2001 : Thirteen Conversations About One Thing de Jill Sprecher
- 2002 : All or Nothing de Mike Leigh
- 2002 : Nicholas Nickleby de Douglas McGrath
- 2004 : Vera Drake de Mike Leigh
- 2006 : L'Illusionniste (The Illusionist) de Neil Burger
- 2006 : Man of the Year de Barry Levinson
- 2007 : Honeydripper de John Sayles
- 2008 : Be Happy (Happy-Go-Lucky) de Mike Leigh
- 2008 : Le journal intime de Georgia Nicholson (Angus, Thongs and Perfect Snogging) de Gurinder Chadha
- 2008 : Me and Orson Welles de Richard Linklater
- 2010 : It's a Wonderful Afterlife de Gurinder Chadha
- 2010 : Another Year de Mike Leigh
- 2011 : Thin Ice (The Convincer) de Jill Sprecher
- 2011 : Bernie de Richard Linklater
- 2014 : Salsa Fury (Cuban Fury) de James Griffiths
- 2014 : Mr. Turner de Mike Leigh
- 2015 : The Daughter (Angelica) de Mitchell Lichtenstein
- 2015 : Legend de Brian Helgeland
- 2018 : Peterloo de Mike Leigh
- 2019 : Le garçon qui dompta le vent (The Boy Who Harnessed the Wind) de Chiwetel Ejiofor
- 2019 : Brooklyn Affairs (Motherless Brooklyn) d'Edward Norton
- 2022 : The Outfit de Graham Moore

#### Courts métrages
- 2005 : Friday Night Shirt de Joanna Carrick
- 2007 : Walking Away de Joanna Carrick
- 2008 : Intercom de Mark Gutteridge
- 2012 : A Running Jump de Mike Leigh
- 2015 : The Pros de Cecilia Torquato